# Verdák 2.
A Verdák 2. (eredeti cím: Cars 2) 2011-ben bemutatott 3D-s számítógépes animációs film, amely a Verdák-trilógia 2. része, és a 12. Pixar-film.
A film érdekessége, hogy emberek vagy állatok nincsenek benne, a járművek azonban élőlényként viselkednek. Az előző részhez képest változás, hogy itt az autók mellett hajók, vonatok és repülőgépek is szerepelnek.

## Rövid történet
Villám McQueen Japánban, Olaszországban és Angliában versenyez, segítője, Matuka mindenhova elkíséri. Matuka egy kémkedési ügy felgöngyölítésében is aktívan részt vesz, amiben Villám McQueen élete is veszélyben forog.

## Cselekmény
Valahol a Csendes-óceánon egy olajfúró-toronynál Finn McKémbridge angol titkos ügynök megfigyelést végez. Egy televíziókamerának álcázott titkos fegyvert fedez fel, amit Zündapp professzor vesz át. Megfigyelését felfedik, és lőni kezdenek rá, így menekülnie kell, végül a tengerbe veti magát és minden jel szerint meghal (de tengeralattjáróvá alakulva elmenekül).
A négyszeres Szelep Kupa-győztes Villám McQueen visszatér Kipufogó-fürdőbe, hogy kipihenje magát.
Az egykori olajmágnás, Sir Miles Benzington miután visszatér egy őserdei expedícióról, bejelenti, hogy újfajta bio-üzemanyagot állított elő. Az üzemanyag (az „Allinol”) népszerűsítésére autós világbajnokságot indít, ennek során az autóknak a világ több pontján kell versenyezniük. Villám McQueen eleinte nem is akar részt venni a versenyen, de amikor egy olasz Formula–1-es versenyző, Francesco Verdasco a tévében nyilatkozva sértő megjegyzéseket tesz rá, kénytelen jelentkezni, miután Matuka betelefonál a műsorba.
A verseny első helyszíne Japán. Sally unszolására McQueen Matukát is magával viszi, aki bumfordi viselkedésével többször kellemetlen pillanatokat szerez neki. Finn McKémbridge itt is felbukkan, csinos technikusnője, Holley de Lux társaságában. Egy amerikai kémmel, Rod „Torque” Redline-nal van találkozójuk, aki információkat akar átadni nekik a titkos fegyverről, azonban a kémet két „tragacs” támadja meg a mosdóban. Mivel Matuka éppen akkor jön ki az egyik fülkéből, az amerikai az ő alvázára tapasztja az információkat tartalmazó nyomkövetőjét. Így Holley de Lux azt hiszi, hogy vele kell találkoznia, és másnapra randevút beszél meg vele.
Az amerikai kémet elfogják a tragacsok és Zündapp professzor irányításával vallatni kezdik. Azt szeretnék megtudni, hogy ki a kapcsolata, akivel találkozni akart. A vallatáshoz titkos fegyverüket és az Allinol üzemanyagnak azt a tulajdonságát használják fel, hogy erős elektromágneses sugárzás hatására felhevül.
A tragacsoknak az a célja, hogy a versenyen egy-egy autót üzemképtelenné tegyenek a rá irányított titkos fegyver segítségével. Így megrendülne a bizalom az újfajta üzemanyag iránt, és az autók megint a régit vásárolnák, ami a tragacsok tulajdonában van.
A verseny közben Matuka a randi helyszínére menne, ahol azonban a tragacsok és McKémbridge közelharcba keverednek. Matuka és Holley de Lux rádión üzennek egymásnak, nehogy a tragacsok Matukát is elkapják, azonban mivel Villám McQueen is ezt a frekvenciát használja, tévedésből a külső sávba megy, ezzel előnyhöz juttatja Francesco Verdascót, aki emiatt megnyeri a versenyt. Villám McQueen dühös Matukára, amiért nem volt ott a versenyen és még el is rontotta McQueen esélyét a győzelemre. Emiatt összevesznek, és Villám McQueen hazaküldi Matukát, aki szomorúan távozik. McKémbridge azonban rábeszéli, hogy segítsen neki a nyomozásban.
A versenyen Zündapp több autón is alkalmazza a fegyvert, amik motorja tönkremegy, ezért kiesnek a versenyből.
A második helyszín egy kitalált tengerparti városka, Porzó-korzó Olaszországban. Ezelőtt Matuka és az angol kémek Párizsban egy vásárcsarnokban értékes információhoz jutnak egy francia informátortól. Matuka álcázva bejut a tragacsok találkozójára, hogy megtudja Zündapp megbízójának kilétét és tervét. A megbízó azonban csak egy tévéképernyőn keresztül, felnyitott motorháztetővel és digitálisan eltorzított hangon kommunikál a gyűlésen részt vevő tragacsokkal. Matuka megtudja a bűnözők tervét: az autók tönkretétele a versenyeken, hogy az Allinolt senki se használja, hanem a tőlük vásárolt hagyományos üzemanyagot. Eközben Zündapp emberei több autót tönkretesznek a versenyen, ezért Sir Miles Benzington bejelenti, hogy az utolsó versenyen nem lesz kötelező használni az Allinolt. Villám McQueen azonban kitart az újfajta üzemanyag mellett, ezért a bűnözők célpontjává válik, a következő versenyen meg akarják ölni. Ezt meghallva Matuka kiesik a szerepéből és menekülnie kell a találkozóról. Azonban a tragacsok elfogják őt, McKémbridge-et és Holley de Luxot. Hármójukat összekötözve a Londonban található Big Bentley óraszerkezetébe teszik, a fogaskerekek közé, ami pár perc múlva elkerülhetetlenül össze fogja roppantani őket. Matuka a kábult állapotában maga előtt látja korábbi cselekedeteit mások szemén keresztül, így rájön, hogy hülyén viselkedett.
Matukának sikerül kiszabadítania magát, ezért a verseny helyszínére siet, mert a bűnözőktől hallott hír szerint a pit-boxban bombát helyeztek el. McKémbridge és Holley de Lux azonban rájön, hogy a bomba Matuka légszűrője helyébe van elhelyezve, mivel a bűnözők számítottak rá, hogy a többiekhez fog rohanni (időközben ide Sally is megérkezett).
A Londonban zajló utcai versenyt a királynő indítja. A bűnözők a kamerájukat McQueenre irányították, de az nem robbant fel. Ezért Zündapp a Matukába szerelt bombát akarja távirányítással felrobbantani, ha McQueen is a közelében lesz. Matuka azonban tudomást szerez a bombáról és hátramenetben távolodik McQueentől. Mire McQueen utoléri, már olyan messze vannak, hogy a bomba távirányítással nem robbantható fel. Azonban egy időzítő számláló is van a bombához erősítve, ami a számláló lejártakor felrobbantja azt. Zündapp Matuka és McQueen után küldi a bérgyilkosait, hogy öljék meg őket, de szembeszállnak velük Matuka és McQueen kipufogó-fürdő-i barátai és együttes erővel legyőzik őket. Zündapp elmondja nekik, hogy a bombát még ő sem tudja leállítani, csak az, akinek a hangja aktiválta. Matuka hirtelen rájön, hogy ki lehet az, és rakétameghajtással és ejtőernyővel a levegőben a Buckingham palota elé száguld a királynőhöz (a vontatókötelén McQueennel).
Matuka szerint Sir Miles Benzington áll az események mögött, és még arra is rájön, hogy ő maga sem villanymeghajtású, ahogy állította, hanem hagyományos benzinmotorral megy (ezért hagyott olajfoltot maga alatt Japánban, amiről McQueen azt gondolta, hogy Matukától származik, ezért küldte a mosdóba). McKémbridge és Holley érthetetlennek találja, hogy Matuka a verseny házigazdáját gyanúsítja annak szabotálásával, de a vontató kikövetkezteti, hogy Sir Benzington éppen akkor fedezett fel egy nagyobb olajmezőt, amikor a világ érdeklődni kezdett az alternatív üzemanyagok iránt. Ezért kitalálta az Allinolt és a szabotált világbajnokságot, hogy az autótársadalom ne akarjon újfajta üzemanyagot vásárolni, hanem maradjon a tulajdonában álló benzinnél. Sir Benzington eleinte ostobának titulálja Matukát, azonban a vontató sarokba szorítja, és amikor a bombának mindössze egy másodperce lenne hátra a robbanásig, az olajmágnás a hangjával deaktiválja az eszközt. A rendőrség őrizetbe veszi Sir Benzingtont, McQueen pedig elismerését fejezi ki Matuka felé.
Őfelsége „A brit királyság tiszteletbeli lovagja” címet adományozza Matukának.
Kipufogó-fürdőben Matuka az élményeit meséli a szájukat tátó tömegnek, akik a felét sem hiszik el annak, amit mond. Azonban a levegőből váratlanul érkező Holley de Lux és Finn McKémbridge megerősítik a szavait. Kiderül az is, hogy McQueen azért nem robbant fel Londonban a verseny alatt, mert a barátai kicserélték az Allinolt környezetbarát bioüzemanyagra. McKémbridge és Holley de Lux az angol királynő személyes kérését tolmácsolják Matukának, aki azonban nem akarja itt hagyni a barátait, ezért nélküle távoznak a következő titkos akciójuk felé egy sugárhajtású repülőgépen (ami függőleges leszállásra is képes).
Kipufogó-fürdőben hirtelen autóversenyt rendeznek „Kipufogó-fürdői nagydíj” néven, amin a korábbi résztvevők is részt vesznek. McQueen szerint így a legjobb: se sajtó, se trófea, csak verseny. A sivatagos terepen zajló versenybe kis késéssel Matuka is beszáll a neki ajándékozott rakéták használatával.

## Szereposztás
| Szereplő               | Szereplő              | Eredeti hang        | Magyar hang        |
| magyarul               | angolul               | Eredeti hang        | Magyar hang        |
| ---------------------- | --------------------- | ------------------- | ------------------ |
| Villám McQueen         | Lightning McQueen     | Owen Wilson         | Tóth Roland        |
| Matuka                 | Mater                 | Larry the Cable Guy | Gesztesi Károly    |
| Finn McKémbridge       | Finn McMissile        | Michael Caine       | Szersén Gyula      |
| Holley De Lux          | Holley Shiftwell      | Emily Mortimer      | Peller Mariann     |
| Sir Miles Benzington   | Sir Miles Axlerod     | Eddie Izzard        | Laklóth Aladár     |
| Francesco Verdasco     | Francesco Bernoulli   | John Turturro       | Bardóczy Attila    |
| Brent Mustangburger    | Brent Mustangburger   | Brent Musburger     | Winkler Róbert     |
| David Hobbscap         | David Hobbscap        | David Hobbs         | Bazsó Gábor        |
| Darrell Cartrip        | Darrell Cartrip       | Darrell Waltrip     | Seszták Szabolcs   |
| Mel Dorado             | Mel Dorado            | Patrick Walker      | Perlaki István     |
| Zündapp “Z” professzor | Professor "Z" Zündapp | Thomas Kretschmann  | Lux Ádám           |
| DeFecto                | Grem                  | Joe Mantegna        | Csankó Zoltán      |
| Roncsó                 | Acer                  | Peter Jacobson      | Vida Péter         |
| Victor Rugó            | Victor Hugo           | Stanley Townsend    | Faragó András      |
| Vladimir Ótvarov       | Vladimir Trunkov      | Stanley Townsend    | Papucsek Vilmos    |
| Ivan                   | Ivan the Tow Truck    | Stanley Townsend    | Barbinek Péter     |
| Tubbs Roncsó           | Tubbs Pacer           | Brad Lewis          | Schneider Zoltán   |
| Curbyone DeFecto       | J. Curby Gremlin      | John Manieri        | Presits Tamás      |
| Alexhenger Rugó        | Alexander Hugo        | Velibor Topic       | Minárovits Péter   |
| Rákászhajó             | Crabby                | Sig Hansen          | Megyeri János      |
| Jeff Gorvette          | Jeff Gorvette         | Jeff Gordon         | Pál Tamás          |
| Lewis Hamilton         | Lewis Hamilton        | Lewis Hamilton      | Magyar Bálint      |
| Flex Tunningmax        | Rod "Torque" Redline  | Bruce Campbell      | Galambos Péter     |
| Matuka számítógépe     | Mater's Computer      | Teresa Gallagher    | Solecki Janka      |
| Düzni                  | Tomber                | Michael Michelis    | Várkonyi András    |
| A Királynő             | The Queen             | Vanessa Redgrave    | Menszátor Magdolna |
| Topolino mama          | Mama Topolino         | Vanessa Redgrave    | Illyés Mari        |
| Topolino bácsi         | Uncle Topolino        | Franco Nero         | Gianni Annoni      |
| Otis                   | Otis                  | Jeff Garlin         | Izsóf Vilmos       |
| Sally Carrera          | Sally Carrera         | Bonnie Hunt         | Náray Erika        |
| Luigi                  | Luigi                 | Tony Shalhoub       | Jáksó László       |
| Guido                  | Guido                 | Guido Quaroni       | eredeti hang       |
| Tőtike                 | Flo                   | Jenifer Lewis       | Némedi Mari        |
| Ramón                  | Ramone                | Cheech Marin        | Bor Zoltán         |
| Fillmore               | Fillmore              | Lloyd Sherr         | Háda János         |
| Combat hajó            | Combat Ship           | Lloyd Sherr         | Varga Gábor        |
| Turbi                  | Siddeley              | Jason Isaacs        | Varga Gábor        |
| Leland Szervó          | Leland Turbo          | Jason Isaacs        | Czvetkó Sándor     |
| Őrmester               | Sarge                 | Paul Dooley         | Papp János         |
| Lizzie                 | Lizzie                | Katherine Helmond   | Pásztor Erzsi      |
| Seriff                 | Sheriff               | Michael Wallis      | Kárpáti Tibor      |
| Mack                   | Mack                  | John Ratzenberger   | Bognár Tamás       |
| Minnie Busz            | Minny                 | Edie McClurg        | Zakariás Éva       |
| Kiss Busz              | Van                   | Richard Kind        | Schnell Ádám       |

A film nemzetközi változataiban Jeff Gorvette alakját más autóversenyzőkkel helyettesítették, akik az adott országban népszerűek.
- Mark Winterbottom – Frosty (ausztrál kiadás)[5][6]
- Fernando Alonso – önmaga (spanyol kiadás)
- Vitalij Alekszandrovics Petrov – Vitalij Petrov (orosz kiadás)
- Jan Nilsson - Flash (svéd kiadás)[7]
- Memo Rojas – (Latin-Amerikai kiadás)
- Sebastian Vettel – Sebastian Schnell (német kiadás)
- Jacques Villeneuve – (francia kiadás)

## Megjelenése
Magyarországon 2011. július 28-án mutatták be a mozikban. DVD-n 2011. november 1-jén jelent meg.

## Bevételek
A Verdák 2. az USA és Kanada területén 2011. november 17-ig 191 346 423 dollár bevételt produkált, a világ többi részén 360 400 000 dollárt, ezzel összbevétele 551 746 423 dollár.
A nyitóhétvégéjén összességében az első helyen állt 66,1 millió dolláros bevétellel. Ez 2011-ben a legmagasabb összeg volt, amit animációs film elért.

## Fogadtatás
A filmkritikusok vegyesen fogadták. A filmkritikusok véleményét összegző Rotten Tomatoes 38%-ra értékelte 193 vélemény alapján. A Rotten Tomatoes összesített véleménye: „Tetszetős kivitelű, mint minden más Pixar film, de a történetmesélés kissé rozsdás.”
A filmkritikusok értékelését súlyozva számító Metacritic 57/100 értékelést adott rá 38 vélemény alapján, akik átlagosnak ítélték a filmet. A legtöbb kritikus hiányolta a filmből a melegséget és a kedvességet, és csak arra jó, hogy a kapcsolódó termékeket el lehessen adni. Mások azt tették szóvá, hogy a történet túlságosan Matukára összpontosít, az előző résszel ellentétben, ahol McQueen volt a középpontban.
Pozitívan értékelte a filmet Peter Travers a Rolling Stone magazintól, aki 3,5 csillagot adott neki a lehetséges 4-ből. „A folytatás pörgő akciók és mókás jelenetek sorozata.” Dicsérte a jól gördülő forgatókönyvet is. Justin Chang a Variety magazintól dicsérte a filmet, és kiemelte, hogy „ ez a gyorsan pörgő vígjáték azokhoz a ritka folytatásokhoz tartozik, amik meghaladják az előző rész színvonalát. Nemzetközi összeesküvés, kémek, paródia váltják egymást benne.”
Roger Ebert, a Chicago Sun-Times filmkritikusa 3,5 csillagot adott neki a lehetséges 4-ből. „A felnőtteknek szóló akciófilmek közül néhány sekélyes és ostoba, ez a film annyira összetett, hogy néha maguk az autók is megállnak, és elmagyarázzák maguknak a helyzetet.”

## A film készítése
A Verdák 2. a második olyan Pixar-film a Toy Story – Játékháború után, aminek folytatása van.
John Lasseter, a film rendezője azt mondta, akkor alakult ki a folytatás története, amikor az első rész népszerűsítése során a világon sok helyre elutazott. Elmondása szerint a filmet eredetileg 2012-es megjelenésre tervezték, de a Pixar egy évvel előre hozta a bemutatót.
A Disney 2009-ben több tartománynevet regisztrált, azt a látszatot keltve, hogy a készülő film címe World Grand Prix lesz és témája ezzel lesz kapcsolatos.
2011 márciusában Jake Mandeville-Anthony, egy brit forgatókönyv-író beperelte a Disneyt és a Pixart szerzői jogok megsértése és szerződésszegés miatt. Állítása szerint a Verdák és a Verdák 2. részben az ő munkáin alapulnak, amiket az 1990-es években hozott létre. A film bemutatásának felfüggesztését és kártérítést kért a bíróságtól. 2011. május 13-án a Disney válaszolt, tagadta a vádak valódiságát és a művek hasonlóságát.
2011. november 22-én a felek megegyeztek, Mandeville-Anthony felperes ejtette a vádakat, cserébe egy ingyenes DVD-t kapott a film DVD-megjelenése előtt.

## Érdekesség
- A filmen alapuló videójátékot az Avalanche Software fejlesztette PlayStation 3, Xbox 360, Wii, PC és Nintendo DS platformokra és a Disney Interactive Studios adta ki. A játék 2011. június 21-én jelent meg.[22] A PlayStation 3 verzió 3D-s játékot is biztosít.[23]
- A magyar szinkronban Zündapp professzor németes kiejtéssel beszél; akik közé Matuka álcázva bejut, azoknak oroszos a kiejtésük; a többiek között előfordul franciául, illetve olaszul beszélő autó.
- Az első rész egyik meghatározó szereplőjét, a Dokit, az alkotók kiírták a történetből, mivel a hangadója Paul Newman 2008-ban elhunyt, akárcsak a magyar hangja Kristóf Tibor. Bár a történetben nem tesznek rá egyértelmű utalást, Villám McQueen és Matuka egyik beszélgetéséből úgy tűnik, hogy a Doki hiányát elhalálozással indokolják.
- Az autóverseny egyik jeleneténél egy autó azt kiabálja "Ízirájder öcsém!" Az autó magyar hangját Csuja Imre adta, akinek ez egy híres mondata az Üvegtigris című magyar filmből. Hasonló eset, mikor Matuka megkérdi Sallytől, hogy "Gyúrunk, vaze?, ami pedig Gesztesi Károly szokványos mondata a Gálvölgyi Showból.
- A filmet Japeth Pieper (1965-2010) és Andy Witkin (1952-2010) emlékének ajánlják a stáblistában.
- A filmkészítők családjaiban a produkció ideje alatt 60 gyermek született.

## Televíziós megjelenések
HBO, HBO 2, RTL Klub, Film+, Film Now, Viasat 3

## Fordítás
Ez a szócikk részben vagy egészben  a   Cars 2 című angol Wikipédia-szócikk fordításán alapul.  Az eredeti cikk szerkesztőit annak laptörténete sorolja fel. Ez a jelzés csupán a megfogalmazás eredetét és a szerzői jogokat jelzi, nem szolgál a cikkben szereplő információk forrásmegjelöléseként.